# Almstadtstraße

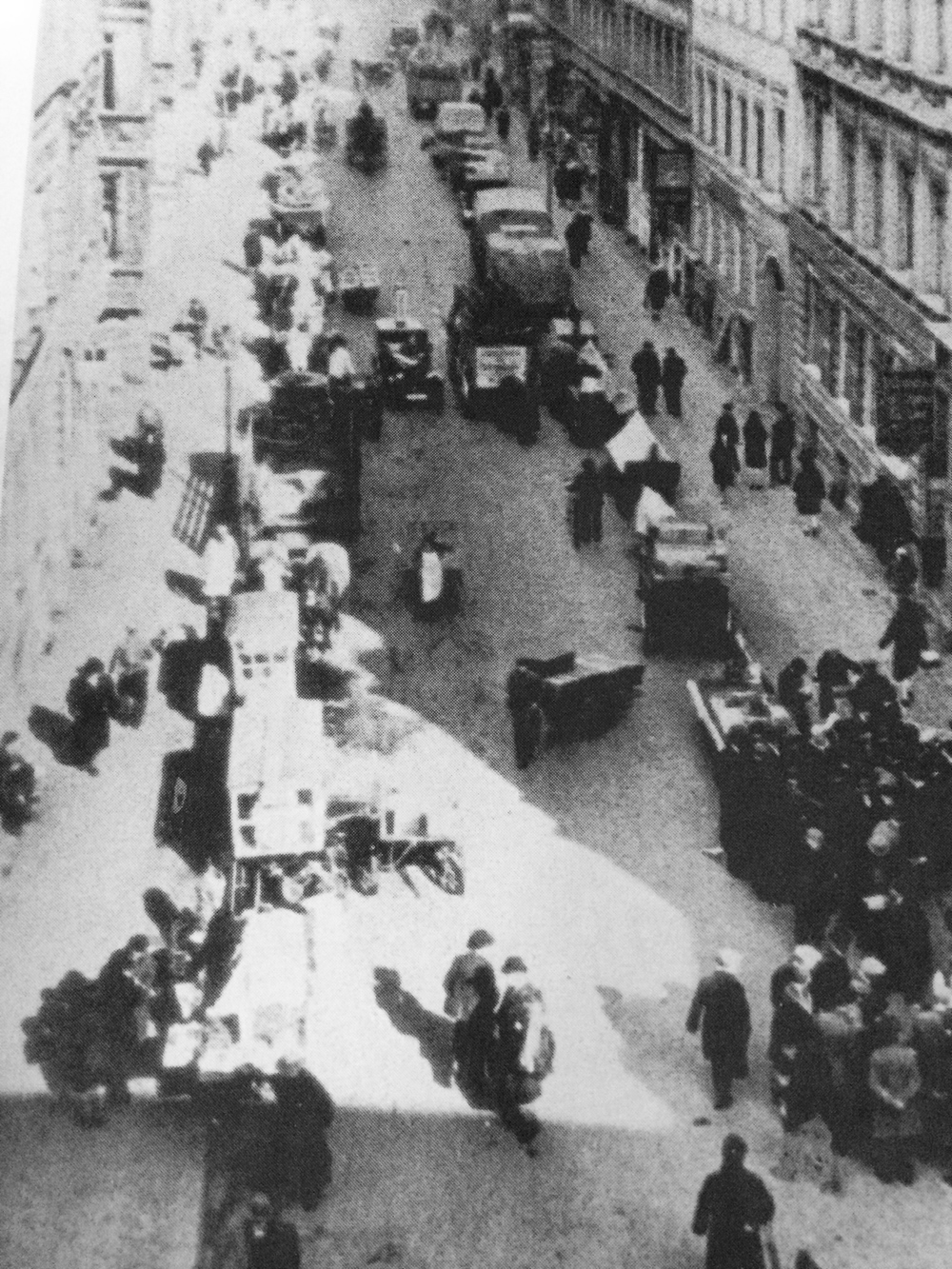
Grenadierstraße, um 1930

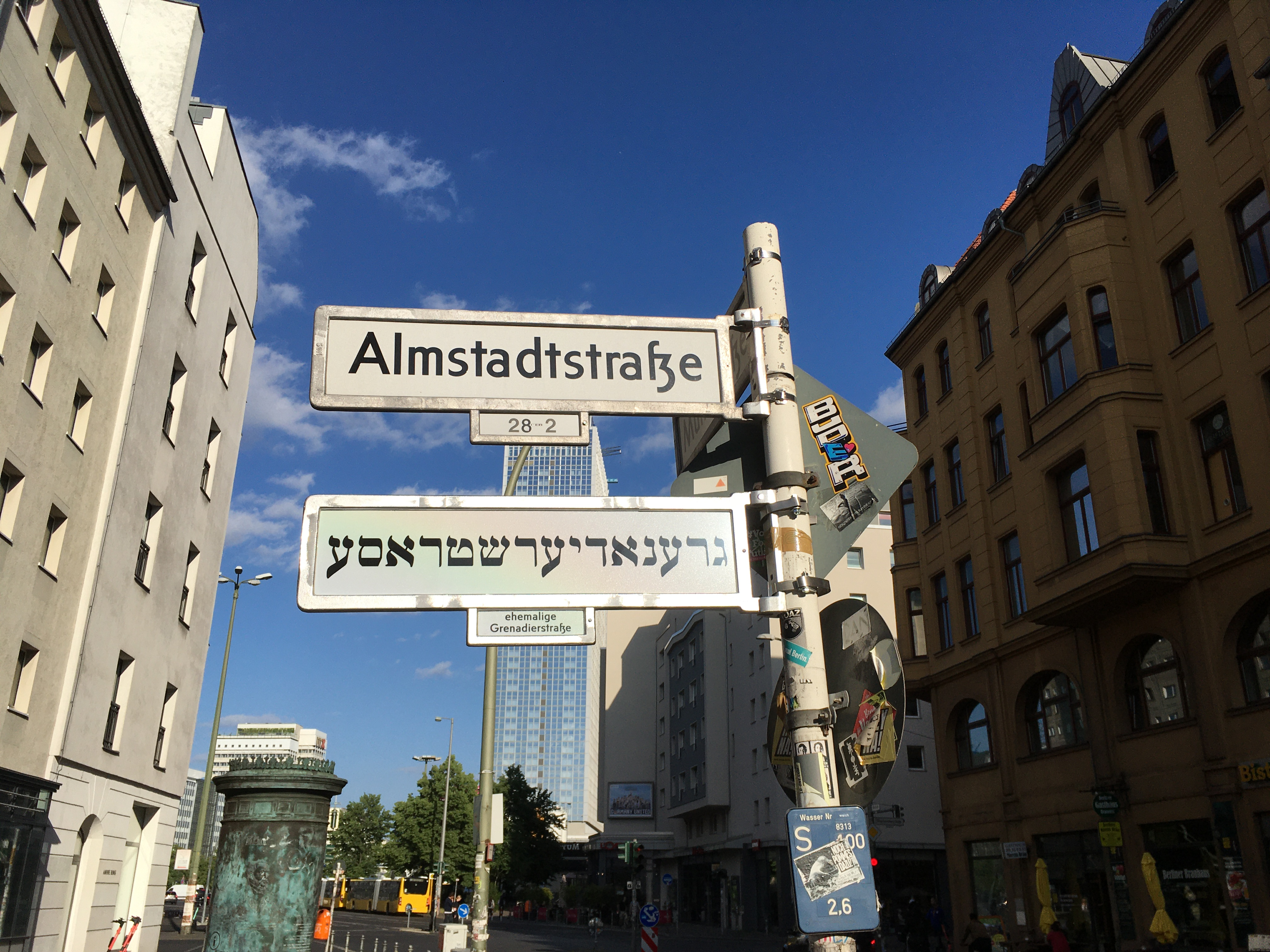
2021 angebrachtes jiddisches Schild Grenadierstraße

Die Almstadtstraße (bis 1951: Grenadierstraße) ist eine Straße im Berliner Ortsteil Mitte des gleichnamigen Bezirks. Sie war im späten 19. und frühen 20. Jahrhundert die wichtigste Straße im jüdischen Teil des Scheunenviertels. 

## Lage und Verlauf

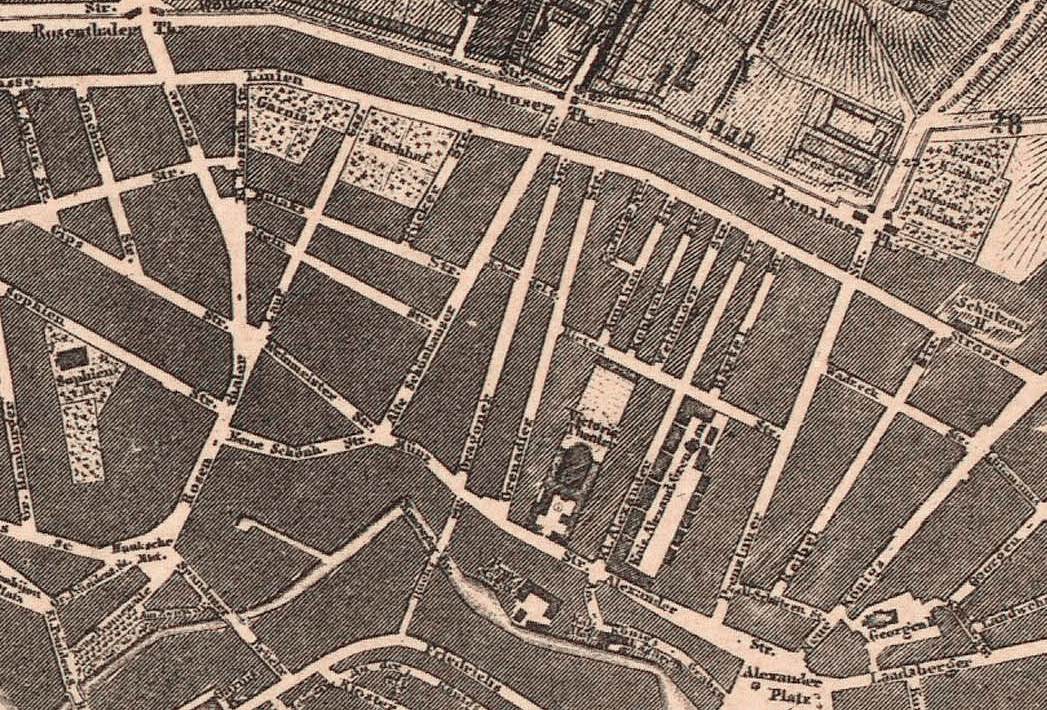
Stadtplan 1862, mit Grenadierstraße (Mitte)

Die Almstadtstraße liegt nordwestlich des Alexanderplatzes in der historischen Spandauer Vorstadt. Sie verläuft von der Rosa-Luxemburg-Straße im Norden bis zur Münzstraße im Süden. Historisch endete sie nördlich an  der Linienstraße.  

Die breitere Rosa-Luxemburg-Straße existiert als Straßenverlauf mit dem Abriss des eigentlichen Scheunenviertels erst seit den 1910er Jahren. Dies erklärt auch die damalig größere Bedeutung der Grenadierstraße im Scheunenviertel, die heute wie eine ruhige Seitenstraße wirkt. 
„Das historische Scheunenviertel wurde vor dem Ersten Weltkrieg abgerissen. In dieser einen Straße aber, der heutigen Almstadtstraße, lebte das Scheunenviertel weiter.“ 
Die Straße hat seit 1951 eine wechselseitige Hausnummerierung, von den Hausnummern 1 und 2 an der Ecke Münzstraße bis zur Hausnummer 57 an der Rosa-Luxemburg-Straße. Davor gab es eine Hufeisennummerierung von der Nr. 1 an der Linienstraße bis zur Nr. 30 an der Münzstraße und auf der gegenüberliegenden Seite wieder zurück bis zur Linienstraße.

## Namen
Die Straße hieß zuerst Verlohren Gasse, dann  Verlorene Straße. Die Bedeutung dieses Namens ist unbekannt. Seit 1817 hieß sie Grenadierstraße nach der nahegelegenen Kaserne (wie auch die benachbarte Dragonerstraße).
Am  31. Mai 1951 wurde sie nach dem kommunistischen Widerstandskämpfer Bernhard Almstadt benannt. 

## Geschichte

### 18. bis 19. Jahrhundert
Die Straße entstand um 1700/1750 und verlief  außerhalb der alten Berliner Stadtmauer, aber innerhalb der neuen Zoll- und Akzisemauer. Dort wohnten zunächst vor allem Kleinunternehmer und Handwerkermeister mit ihren Familien. Im Jahr 1855 errichtete der Drucker Ernst Litfaß an der Ecke zur Münzstraße seine erste „Annonciersäule“, die danach eine weite Verbreitung fand.

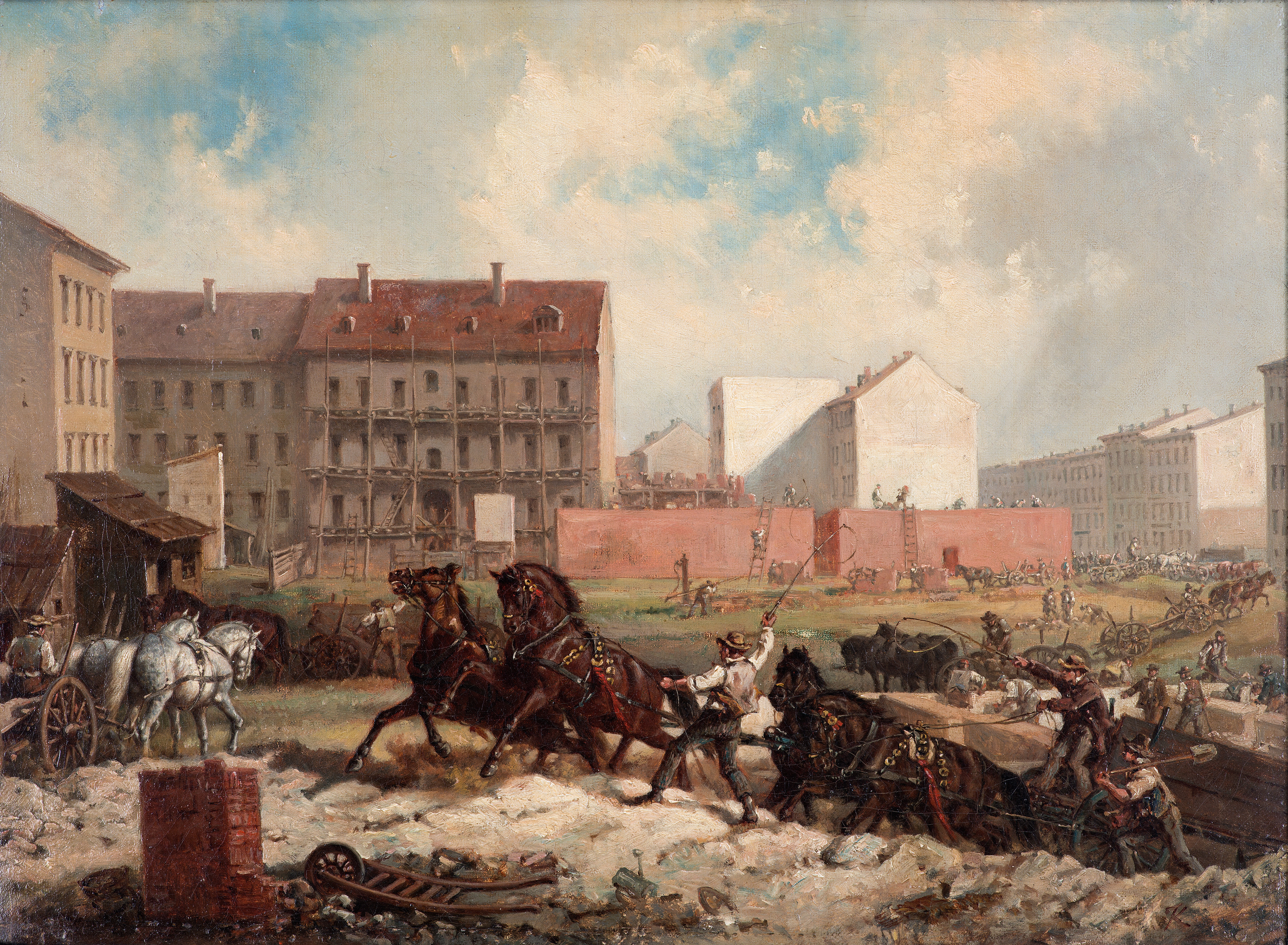
Tempo der Gründerjahre, Bauarbeiten in der Grenadierstraße, um 1875

Im 19. Jahrhundert wurden auf allen Grundstücken größere Wohn- und Geschäftshäuser gebaut, in denen vor allem Kleinunternehmer, Händler, Arbeiter und weitere Bewohner, meist aus einfacheren Bevölkerungsgruppen, wohnten oder beruflich tätig waren.
Nach einem tödlichen Attentat auf Zar Alexander II. im Jahr 1881 kam es im Russischen Reich zu schweren antijüdischen Pogromen, die meist polnische Juden zur überstürzten Flucht veranlassten. Viele von ihnen kamen nach Deutschland, insbesondere in die Großstädte. In Berlin siedelten sich die meist sehr orthodox lebenden Juden seit jenem Jahr vornehmlich im Scheunenviertel an. 
Friedrich Wilhelm I. befahl bereits 1737 allen Berliner Juden, die kein eigenes Haus besaßen, ins Scheunenviertel zu ziehen. Für viele ostjüdische Einwanderer war es angesichts dieser Bedingungen naheliegend, sich hier ebenfalls anzusiedeln. Obwohl in dieser Zeit die Ostjuden nur eine größere Minderheit stellten, fielen sie „jedoch in Aussehen, Sprache und religiösen Gewohnheiten deutlich auf“.
So entwickelte sich die Grenadierstraße seit dieser Zeit zum Zentrum der polnischen Juden, des „jüdischen Schtetl“, mit vielen Geschäften in hebräischer oder jiddischer Sprache.

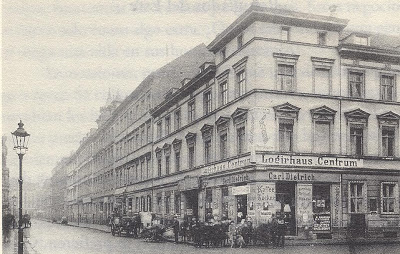
Das Logierhaus ‚Centrum‘, 1905, an der Ecke Grenadierstraße und Hirtenstraße.
Die Pensionen dort waren oft Ort der ersten Unterkunft für Migranten aus Ostmittel- und Osteuropa.
An dieser Stelle steht jetzt ein Plattenbau.

### 1900–1945
Seit 1914 und besonders nach 1917 kamen viele weitere osteuropäische jüdische Flüchtlinge in das Scheunenviertel und auch in die Grenadierstraße.

„Den billigsten Wohnraum, das hatte sich rumgesprochen, gab es im Scheunenviertel; vom Schwarzen Meer bis zur Ostsee, von den Karpaten bis zum Ural konnten die Juden den Namen seiner Magistrale buchstabieren: Grenadierstraße. Dort konnten sie zusammenrücken, dort waren sie unter ihresgleichen.“

Im November 1923 kam es in der Grenadierstraße zu Ausschreitung von Arbeitslosen gegen jüdische und jüdisch aussehende Bewohner. Sie hatten wegen der steigenden Inflation kein Geld erhalten und machten nun dafür die Galizier verantwortlich. Dabei wurden Geschäfte geplündert und Personen verprügelt und beraubt. („Am helllichten Tag wurden Juden überfallen, nackt ausgezogen und beraubt.“) Die Polizei verhielt sich passiv.
Ab Mitte der 1920er Jahre war die Grenadierstraße überwiegend von ostjüdischen Einwanderern bewohnt. Sie bildete in dieser Zeit  das Zentrum des jüdischen Lebens im Scheunenviertel zwischen Bülowplatz (jetzt Rosa-Luxemburg-Platz) und Münzstraße. Es gab dort viele jüdische Geschäfte mit jiddischen Beschriftungen in hebräischer Sprache, sowie 19 Betschulen und Stibbeleks (Stübele, kleine Synagogen), Betstuben befanden sich im hinteren Teil der Häuser (alte Hausnummern 32, 6a, 36, 37, 43). Es gab aber auch weiterhin einige deutsche Bewohner.
Bereits ab Ende der 1920er Jahre nahm die Zahl der ostjüdischen Bewohner offenbar wieder ab, weil sie abgeschoben wurden  oder emigrieren konnten. 

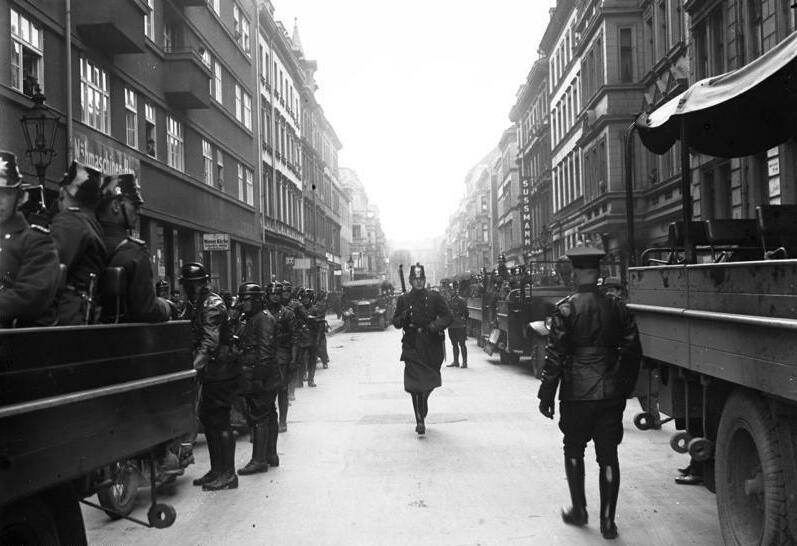
Groß-Razzia der nationalsozialistischen Ordnungspolizei und der Hilfspolizei in der Grenadierstraße, April 1933.
Das Haus auf der linken Seite des Bildes steht noch, in dem Nähmaschinenladen befindet sich aktuell eine Buchhandlung.

Die ersten jüdischen Bewohner kamen im April 1933 nach dem Judenboykott in wilde Konzentrationslager. Bis zum Jahr 1942 wurden die meisten verbliebenen Juden deportiert und ermordet.

### 1945–1990
Nach 1945 blieben die meisten Häuser stehen, da die Gegend wenig von Kriegseinwirkungen betroffen war. Sie wurden vor allem als Wohnhäuser genutzt. Im Laufe der Jahrzehnte verschlechterte sich aber deren baulicher Zustand. Daher wurden um 1986/1987 anlässlich der 750-Jahr-Feier Berlins einige abgerissen und durch Neubauten in kleinteiliger Plattenbauweise ersetzt. Im Gegensatz zu anderen Straßen wurden zu DDR-Zeiten fast alle Zugänge zu Kellergewerben und viele im Erdgeschoss in der Almstadtstraße entfernt.

### Seit 1990
Ab 1990 wurden alle historischen Gebäude saniert. Dabei ging aber die letzten erhaltenen Inschriften an den Häuserwänden (eine auch in hebräischer Schrift) und der letzte Rest des historischen Flairs unwiederbringlich verloren.
Im Jahr 2021 installierte der Künstler Sebestyén Fiumei ein Straßennamenschild auf dem der ehemalige Name Grenadierstraße in jiddischer Sprache mit hebräischen Buchstaben geschrieben wurde. (Historisch hatte es dort immer nur deutsche Straßenschilder gegeben.)

## Bauten und Denkwürdigkeiten
In der Almstadtstraße gibt es 19 Baudenkmäler. Vor allem  während des Stadtumbaus 1987, ging mehr als die Hälfte der historischen Bausubstanz verloren. Dabei wurden sämtliche Kellergewerberäume umgewidmet und sind für die Öffentlichkeit nicht mehr zugänglich (was in Nachbarstraßen noch erhalten blieben). Einzig ein  Zugang in der Almstadtstraße 16 erinnert an vergangene Zeiten dieser Kellergewerbe.
Das älteste, noch erhaltene Objekt ist ein Ziegelsteinbrunnen mit einer massiven Brunnenröhre von 4,5 Meter Tiefe im Hof des Hauses Nr. 16. Er entstand um 1750 und stellt ein „außerordentlich seltenes Zeugnis der frühen innerstädtischen Wasserversorgung“ dar. Die beweglichen Teile des Brunnens befinden sich heute im Museum im alten Wasserwerk.
In der Almstadtstraße 25 steht das älteste, heute noch erhaltene Haus der Straße. Es wurde um 1825–1830 erbaut.
Seit 2006 steht eine bronzene Litfaß-Gedenksäule an der Ecke Münzstraße, in Erinnerung an die erste solche Säule von Ernst Litfaß von 1855. Diese wurde in den 2000er Jahren durch die VVR-Berek GmbH gestiftet. Heute gibt es nur noch wenige Litfaßsäulen in Berlin, weshalb das Denkmal eine höhere historische Bedeutung hat. 

## Literarische Erinnerungen
Das jüdische Leben in der Grenadierstraße wurde in einigen belletristischen Werken und Erinnerungsliteratur mehrfach detailliert beschrieben.
- Fischl Schneersohn: Grenadierstraße, Roman (in jiddischer Sprache), in Literarishe bleter, Warschau, 1935, in jiddischer Sprache
  - Grenadierstraße, aus dem Jiddischen übersetzt von Alina Blothe. Wallstein Verlag, Göttingen 2012, ISBN 978-3-8353-1082-7.
- Martin Beradt: Beide Seiten einer Straße, Roman, 1940 entstanden, ungedruckt, 1965 erstmals verlegt
  - Die Straße der kleinen Ewigkeit. Ein Roman aus dem Berliner Scheunenviertel. Mit einem Essay und einem Nachruf von Eike Geisel. Eichborn, Frankfurt am Main 2000, ISBN 3-8218-4190-7.
- Mischket Liebermann, Erinnerungen, 1977, auch mit Schilderungen aus der Grenadierstraße, wo ihr Vater Rabbiner war